# A Kínai Köztársaság demográfiai adatai

A Kínai Köztársaság korfája 2021-ben

A Kínai Köztársaság demográfiai adatai közé tartozik többek között a népesség, az etnikai megoszlás, a műveltségi szint, a lakosság általános egészségi állapota, vallási megoszlása.
A Kínai Köztársaság lakossága 2010-es becsült adatok szerint 23 024 956 fő, amellyel a világon a 49. helyet foglalja el. A lakosság 98%-a han kínai, 2%-a pedig tajvani őslakos. A lakosság nagy része buddhista, taoista vagy konfucianista, kisebb százaléka keresztény.
Az ország hivatalos nyelve a mandarin, bár a legtöbb tajvani beszéli a min nyelv tajvani dialektusát és a hakkát is. A tajvani őslakosok által beszélt ausztronéz nyelvek kihalóban vannak.

## Népcsoportok
A tajvani lakosok 98%-a han kínai, 2%-a pedig valamely ausztronéz bennszülött törzs tagja.

### Han kínaiak
A ma Tajvanon élő han kínaiak nagy része még a 17. században vándorolt a szigetre a kontinentális Kína déli tartományaiból. Többségük a holo népcsoporthoz tartozott Fucsien (Fujian) tartományból. A bevándorlók között volt számos hakka származású is (a népcsoport neve szó szerint szerint „vendéget” jelent), főképp Kanton (Guangdong) tartomány keleti részéről. A holók a tajvani han kínai lakosság 70%-át teszik ki.
1949-ben, amikor a Kínai Köztársaság kormánya Tajvanra menekült a szárazföldről, mintegy 1,3 millió kínai érkezett Tajvanra. Főképp katonák, civil tisztviselők és tanárok, Kína minden tájáról, még Mongóliából és Tibetből is. Többek között az ő érkezésüknek köszönhető az, hogy a mai tajvani konyha kínálatában szinte az összes Kínai tartomány jellegzetes étele megtalálható.

### Őslakosok

A tajvani bennszülött törzsek földrajzi megoszlása

2010-ben a tajvani őslakosok létszámát 512 197 főre becsülték:
| Síkságon élők    | Férfiak | Nők     |
| ---------------- | ------- | ------- |
| 241 298          | 119 771 | 121 527 |
| Hegyvidéken élők | Férfiak | Nők     |
| 270 899          | 131 739 | 139 160 |
| 512 197          | 251 510 | 260 687 |

A Kínai Köztársaság 2010-ig bezárólag 14 törzset ismert el őslakosként (原住民; jüancsumin (yuánzhùmín): „eredeti lakosok”), ezek az Amis, az Atayal, Paiwan, Bunun, Puyuma, Rukai, Tsou, Saisiyat, Tao (Yami), Thao, Kavalan, Truku, Sakizaya és Sediq törzsek. Néhány kisebb törzset a tajvani kormány nem ismer el különálló törzsként.

## Vallás
A vallásszabadságot a tajvani lakosok számára a Kínai Köztársaság alkotmányának 7-es és 13-as cikkelye biztosítja. 2009 decemberi adatok szerint a Kínai Köztársaság 27 vallást ismer el, összesen 1684 vallási szervezetet illetve közösséget regisztráltak az ország területén, több mint 15 000 vallási épülettel. A legtöbb követője a buddhizmusnak és a taoizmusnak van, de számos népi vallás és a konfucianizmus is népszerű. A kereszténységnek és az iszlámnak is akadnak követői a szigetországban.

### Statisztika
Az alábbi statisztikai adatok 2005-ből származnak, forrásuk a Belügyminisztérium adatbázisa.
| Vallás                                                            | Követők száma | Lakosság %-a | Vallási épületek száma |
| ----------------------------------------------------------------- | ------------- | ------------ | ---------------------- |
| buddhizmus (佛教)                                                 | 8 086 000     | 35,1%        | 4006                   |
| taoizmus (道教)                                                   | 7 600 000     | 33,0%        | 18 274                 |
| Ji kuan tao (Yi Guan Dao) (一貫道)                                | 810 000       | 3,5%         | 3260                   |
| protestantizmus (基督新教)                                        | 605 000       | 2,6%         | 3609                   |
| katolicizmus (天主教)                                             | 298 000       | 1,3%         | 1151                   |
| Tien ti csia (Tian Di Jia) (天帝教)                               | 298 000       | 1,3%         | 50                     |
| Mi le ta tao (Mi Le Da Dao) (彌勒大道)                            | 250 000       | 1,1%         | 2200                   |
| Tien tö csia (Tian De Jia) (天德教)                               | 200,000       | 0,9%         | 14                     |
| liizmus (理教)                                                    | 186 000       | 0,8%         | 138                    |
| Hszüen jüan csia (Xuan Yuan Jia) (軒轅教)                         | 152 700       | 0,7%         | 22                     |
| iszlám (伊斯蘭教)                                                 | 58 000        | 0,3%         | 6                      |
| Tien li csia (Tian Li Jia) (天理教)                               | 35 000        | 0,2%         | 153                    |
| Jü csou mi le huang csia (Yu Zhou Mi Le Huang Jia) (宇宙彌勒皇教) | 35 000        | 0,2%         | 12                     |
| Haj ce tao (Hai Zi Dao) (亥子道)                                  | 30,000        | 0,1%         | 55                     |
| konfucianizmus (儒學)                                             | 26 700        | 0,1%         | 139                    |
| szcientológia (山達基教會)                                        | 20 000        | 0,1%         | 7                      |
| Bahá'í (巴哈伊教)                                                 | 16 000        | 0,1%         | 13                     |
| Hszüen men csen cong (Xuan Men Zhen Zong) (玄門真宗)              | 5000          | < 0,1%       | 5                      |
| Csunghua seng csia (Zhonghua Sheng Jia) (中華聖教)                | 3200          | < 0,1%       | 7                      |
| Csen kuang csia tüan (Zhen Guang Jia Tuan) (真光教團)             | 1000          | < 0,1%       | 9                      |
| Hszien tien csiu csia (Xian Tian Jiu Jia) (先天救教)              | 1000          | < 0,1%       | 6                      |
| Huang csung (Huang Zhong) (黃中)                                  | 1000          | < 0,1%       | 1                      |
| Ta ji csia (Da Yi Jia) (大易教)                                   | 1000          | < 0,1%       | 1                      |
| Vallásos lakosság                                                 | 18 718 600    | 81,3%        | 33 138                 |
| Teljes lakosság                                                   | 23 036 087    | 100%         | -                      |

## Népesség
Tajvan népességének becsült száma 2010 júliusában 23 024 956 fő volt, amivel 49. a világon.

### Statisztika[10]
Tajvanon a születések száma igen alacsony, 1000 főre ~9 újszülött jut. A termékenységi ráta szintén igen alacsony, 1,15 gyerek/nő. A születéskor várható élettartam 78,15 év; férfiaknák 75,34, nőknél 81,2 év. A csecsemőhalandósági ráta 5,26 (1000 szülésből 5,26 gyermek hal meg), ezzel a világon 185. helyen áll (Magyarország a 184., 5,38-as rátával).
A lakosság 96,1%-a tud írni és olvasni.
| Kor szerinti megoszlás                | Kor szerinti megoszlás | Kor szerinti megoszlás | Kor szerinti megoszlás | Kor szerinti megoszlás |
| Kor                                   | Férfi                  | Nő                     | Összesen               | %                      |
| ------------------------------------- | ---------------------- | ---------------------- | ---------------------- | ---------------------- |
| 0–14                                  | 1 996 905              | 1 844 611              | 3 841 516              | 16,7%                  |
| 15–64                                 | 8 416 300              | 8 267 675              | 16 683 975             | 72,6%                  |
| 65 felett                             | 1 183 382              | 1 265 474              | 2 448 856              | 10,7%                  |
|                                       | 11 596 587             | 11 377 760             | 22 974 347             |                        |
| Becsült értékek 2010-ből, forrás: CIA |                        |                        |                        |                        |

### Külföldi lakosok
|                                                                         | Nemzet         | Fő      |       |
| ----------------------------------------------------------------------- | -------------- | ------- | ----- |
| 1                                                                       | Indonézia      | 131 980 | 32,7% |
| 2                                                                       | Vietnám        | 90 409  | 22,4% |
| 3                                                                       | Fülöp-szigetek | 68 673  | 17,0% |
| 4                                                                       | Thaiföld       | 64 390  | 15,9% |
| 5                                                                       | USA            | 9919    | 2,5%  |
| 6                                                                       | Malajzia       | 9006    | 2,2%  |
| 7                                                                       | Japán          | 8891    | 2,2%  |
| 8                                                                       | Dél-Korea      | 3068    | 0,8%  |
| 9                                                                       | Kanada         | 2445    | 0,6%  |
| 10                                                                      | Mianmar        | 1786    | 0,4%  |
|                                                                         | Egyéb          | 13 133  | 3,3%  |
|                                                                         | Összesen       | 403 700 | 100%  |

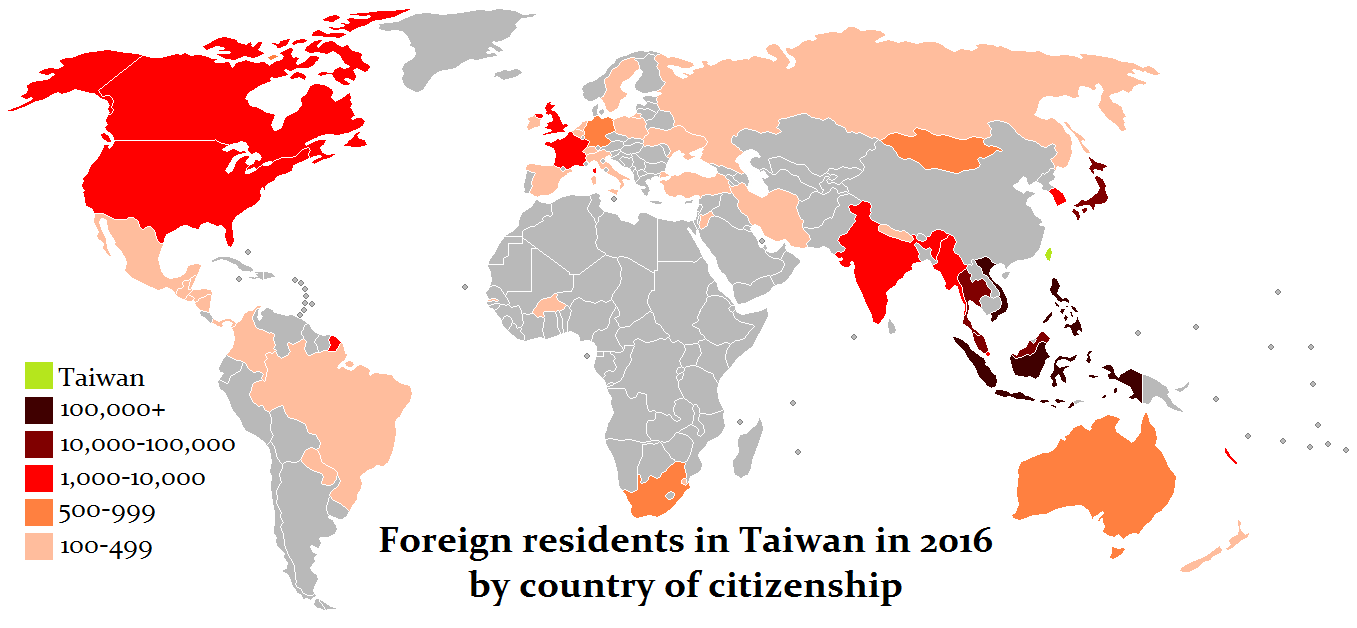
A Tajvanon élő külföldiek megoszlása ország szerint

| 2009. december 31-i adatok Forrás: Tajvani Nemzeti Bevándorlási Hivatal |                |         |       |

## Fordítás
- Ez a szócikk részben vagy egészben  a   Demographics of Taiwan című angol Wikipédia-szócikk fordításán alapul.  Az eredeti cikk szerkesztőit annak laptörténete sorolja fel. Ez a jelzés csupán a megfogalmazás eredetét és a szerzői jogokat jelzi, nem szolgál a cikkben szereplő információk forrásmegjelöléseként.